# Miklós Illyés
Miklós Illyés (ur. 12 czerwca 1972) – węgierski judoka. Olimpijczyk z Sydney 2000, gdzie odpadł w eliminacjach w wadze lekkiej.
Piąty na mistrzostwach świata w 1999; uczestnik zawodów w 201. Startował w Pucharze Świata w latach 1992, 1995, 1996 i 1998-2002. Siódmy w mistrzostwach Europy w 1992 i 2001 roku.

## Letnie Igrzyska Olimpijskie 2000
| Konkurencja | Eliminacje            | Eliminacje                | Klas. końcowa |
| Konkurencja | Przeciwnik I          | Przeciwnik II             | Miejsce       |
| ----------- | --------------------- | ------------------------- | ------------- |
| 73 kg       | Carlos Méndez (PUR) Z | Michel de Almeida (POR) P | II runda.     |